# Seigneurie de Lichtenberg
Ne doit pas être confondu avec Principauté de Lichtenberg.
Pour les articles homonymes, voir Lichtenberg.
XIIe siècle – 1480
Entités précédentes :
- Comté de Nordgau

Entités suivantes :
- Comté de Hanau-Lichtenberg
- Comté de Deux-Ponts-Bitche

Les sires de Lichtenberg ou en langue allemande Die Herren von Lichtenberg sont les membres d'une famille de nobles alsaciens divisée en trois branches principales. Leurs possessions se situaient dans l'actuel département du Bas-Rhin dans les environs des villes de Strasbourg et de Haguenau, et comprenaient aussi quelques villages des alentours de Bitche dans le nord-est du département de la Moselle. Durant tout le Moyen Âge les Lichtenberg menèrent dans cette zone une politique territoriale efficace dans le but d'accroître leurs possessions. Des rapports de voisinage mouvementés avec la ville de Strasbourg marquèrent l'histoire de cette famille dont trois de ses membres furent élus évêques de Strasbourg. 

## Histoire

### Origines et territoire

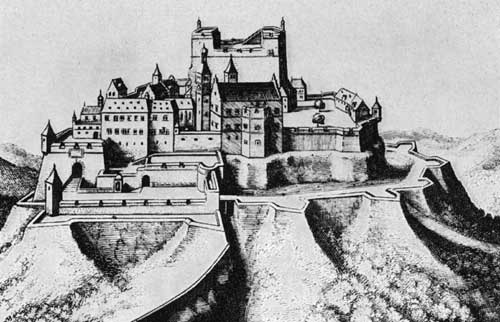
Vue sur le château de Lichtenberg d'après une gravure de Mérian.

Les sires de Lichtenberg ont pour origine familiale une ancienne dynastie noble (ou  edelfreie), les sires de Hunebourg. Ces derniers furent dans le courant du XIIe siècle les Landgraves de Basse-Alsace et les prévôts de l'abbaye de Neuwiller-les-Saverne, une possessions de l'évêché de Metz. Les sires de Lichtenberg héritèrent de cette prévôté et se constituèrent une seigneurie autour de cette abbaye ; dans les environs de leur château de Lichtenberg et de la bourgade de Bouxwiller.    
Un certain Albert de Lichtenberg (Albert II de Dabo-Moha) apparait dans les archives pour la première fois en l'an 1197 copropriétaire avec son parent chanoine de l'évêché de Strasbourg puis en 1202 un Rudolph de Lichtenberg. Les sires de Lichtenberg utilisèrent leur parenté avec les Hunebourg pour obtenir la charge de prévôt (Vogt) sur la ville de Strasbourg, fait qui est attesté pour la première fois en 1249. L'influence de cette famille fit que Conrad de Lichtenberg (1273–1299) fut élu au siège épiscopal de Strasbourg. L'autre zone où les sires de Lichtenberg furent possessionnés est située rive droite du Rhin, dans l'actuel pays de Bade autour des localités de Lichtenau et de Willsätt. Cette dernière contrée dépendait alors de l’évêché de Strasbourg. Durant les XIV et XVe siècles, cette famille s'efforça par des mariages et des guerres d'agrandir ses biens territoriaux.

### Jacques de Lichtenberg
Les derniers temps des sires de Lichtenberg sont marqués par les amours extra-conjugaux de Jacques de Lichtenberg dit Jacques le Barbu, prévôt de la ville de Strasbourg avec la belle Barbe d'Ottenheim. Le portail du bâtiment de la Chancellerie de Strasbourg comportait deux bustes. L'un représentait un vieux Prophète barbu et l'autre une jeune et belle Sibylle; tous les deux sculptés par Nicolas Gerhaert de Leyde. La tradition en fit des représentations de ces deux amants. Avec la mort en 1480 de Jacques le Barbu s'éteint par les hommes la maison des sires de Lichtenberg.

### Les héritiers
Les deux héritières à parts égales de la seigneurie de Lichtenberg furent les nièces de Jacques le Barbu, Anna et Elisabeth de Lichtenberg; filles de Louis V de Lichtenberg (12 mai 1417-25 février 1471). Anna fut l'épouse de Philippe Ier de Hanau-Lichtenberg. Leurs descendants prendront pour dénomination familiale les Hanau-Lichtenberg pour les différencier de la branche aînée des comtes de Hanau-Münzenberg.
Elisabeth de Lichtenberg fut, quant à elle, l'épouse du comte Simon IV Wecker de Deux-Ponts-Bitche. Après l'extinction de cette lignée en l'an 1570, l'héritage des Deux-Ponts tomba entre les mains des Hanau-Lichtenberg. Ce fait marqua la réunification de la seigneurie de Lichtenberg.

## Héraldiques

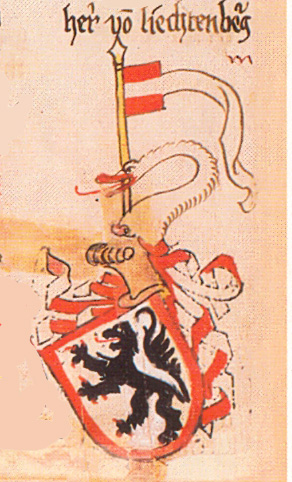
Armoiries de la famille dans le Codex Ingeram.

Les armes de la famille de Lichtenberg se blasonnent ainsi : « d'argent au lion à la queue fourchue de sable, lampassé de gueules, à la bordure du même ». Les émaux d'argent et de sable proviennent des armes de l'archevêché de la ville de Metz tandis que les émaux de l'archevêché de la ville de Strasbourg sont d'argent et de gueules. Ce dernier émail est à l'origine de la bordure des armes des Lichtenberg.

## Liste de père en fils des sires de Lichtenberg
- Albert II de Dabo-Moha (+ 1212), comte de Metz, de Dabo et de Moha
- Henri 1er (1219 à 1232)
- Louis 1er (1232 à 1252)

Branche ainée
- Henri II, fils de Louis 1er (1252 à 1268)
- Conrad 1er (1269 à 1294)
- Jean II, dit Hannemann (1294 à 1366)
- Henri III (1366 à 1379)
- Conrad II (1379 à 1390)

Branche cadette
- Louis II, fils de Louis 1er (1252 à 1282)
- Jean 1er (1282 à 1315)
- Jean III (1315 à 1324)
- Simon (1324 à 1380)
- Jean IV né en 1349 et seigneur de 1380 à 1405.

Branche dite de Lichtenau
- Louis III dit Ludemann, fils de Jean 1er, est régent en l'an 1324, seigneur de 1335 à 1369.
- Henri IV (1369 à 1393)
- Louis IV dit Ludemann (1393 à 1434)
- Ses deux fils Jacques Ier (1434 à 1480) et Louis V (1434 à 1471).

## Personnalités
- Conrad de Lichtenberg, évêque de Strasbourg (1273–1299)
- Frédéric Ier de Lichtenberg, évêque de Strasbourg (1299–1306)
- Sigibodo II. von Lichtenberg (de), évêque de Spire (Allemagne) (1302–1314)
- Jean II de Lichtenberg, évêque de Strasbourg (1353–1365)
- Jacques de Lichtenberg (1416–1480)